# بسو (کمون)
بسو (به فرانسوی: Bassu) یک کمون (فرانسه) در فرانسه است که در canton of Heiltz-le-Maurupt واقع شده‌است. بسو ۱۰٫۲۹ کیلومتر مربع مساحت دارد.